# Йота (ураган)
Ураган Йота (англ. Hurricane Iota) — руйнівний атлантичний ураган 4 категорії, який завдав серйозних збитків районам Центральної Америки, вже спустошеним ураганом «Ета» менш ніж за два тижні до цього. 31-й і останній тропічний циклон, 30-й за іменем шторм, 14-й ураган та сьомий великий ураган рекордного сезону атлантичних ураганів 2020 року.

## Метеорологічна історія

Ураган Йота виходить на берег північний-схід Нікарагуа 17 листопада

О 18:00 UTC 8 листопада Національний ураганний центр (NHC) почав моніторити Карибське море на предмет тропічної хвилі, яка, за прогнозами, увійде в зону і потенційно стане зоною низького атмосферного тиску через кілька днів. Згодом хвиля увійшла в східну частину Карибського басейну до 6:00 UTC 10 листопада і рушила на захід в більш сприятливе середовище для розвитку. Пізно ввечері 11 листопада хвиля почала ставати більш організованою, і на 15.00 UTC 13 листопада вона переросла в Тропічну депресію номер тридцять один в південній частині Карибського басейну, що обійшло 2005 рік за кількістю тропічних депресій, зареєстрованих за один сезон. Шість годин потому система перетворилася в тропічний шторм Йота. Через зсув вітру та сухого повітря Йота почала різко посилюватися над теплими водами пізно ввечері 14 листопада, коли конвекція почала охоплювати центр шторму. О 06:00 UTC 15 листопада Йота досягла статусу урагану, а потім підвищилася до Категорії 2 в 00:00 UTC 16 листопада. До 6:00 UTC 16 листопада мисливці за ураганами виявили, що Йота перетворилася на великий ураган категорії 3, що стало першим випадком, коли в листопаді були зареєстровані два великих урагану. Вони також виявили сильну блискавку з градом в південно-західному оці йоти, що вкрай рідко буває для ураганів, з огляду на високі температури, характерні для цих штормів. Лише через 40 хвилин, о 06:40 UTC, Йота досягла 4 категорії. О 15:00 UTC Йота посилилася і перетворилася в перший в сезоні ураган 5 категорії одночасно досягла максимальної інтенсивності з вітром 260 кілометрів на годину (160 миль/год) і мінімальним усередненим тиском 917 мбар (687.81 мм рт. ст.).[19] Це була остання зареєстрована дата, коли шторм перейшов в ураган 5-ї категорії в Атлантичному басейні. Йота також є другим зафіксованим в листопаді ураганом в Атлантиці 5-ї категорії. Після піку інтенсивності тиск йоти кілька коливалося, перш ніж воно трохи ослаб до урагану Категорії 4 о 03:00 UTC 17 листопада, коли шторм почав взаємодіяти із сушею. О 03:40 UTC Йота вийшла на берег уздовж північно-східного узбережжя Нікарагуа, недалеко від міста Хауловер, зі стійким вітром 250 кілометрів на годину (155 миль/год) і усередненим тиском 920 мбар (690.06 мм рт. ст.). Місце виходу на берег йоти знаходилося приблизно в 25 кілометрах (15 милях) на південь від того місця, де 3 листопада обрушився ураган Ета.  Це також зробило йоту найсильнішим ураганом в історії спостережень, що обрушився на Нікарагуа в листопаді.

## Наслідки
Йота завдала серйозної шкоди районам Центральної Америки, вже постраждалим від урагану Ця всього за два тижні до цього. Тридцять перший тропічний циклон, тридцятий шторм, тринадцятий ураган і шостий великий ураган рекордного сезону атлантичних ураганів 2020 року, Йота виникла як тропічна хвиля, яка перемістилася в східну частину Карибського басейну 10 листопада. Протягом наступних кількох днів, хвиля стала більш організованою і до 13 листопада перетворилася в тропічну депресію на північ від Колумбії. За шість годин депресія переросла в тропічний шторм Йота. Спочатку на шторм вплинув деяке зрушення вітру, але переміщення центру і ослаблення зсуву дозволило Йоті швидко перетворитися на ураган 15 листопада, після чого він піддався вибуховий інтенсифікації, ставши ураганом 5-ї категорії на наступний день. Таким чином, 2020 рік став п'ятим поспіль сезоном ураганів в Атлантиці з 2016 року, в якому був відзначений хоча б один ураган 5-ї категорії. Після невеликого ослаблення, Йота обрушився на північний схід Нікарагуа як ураган категорії 4, ставши найсильнішим зареєстрованим ураганом, який обрушився на берег в Нікарагуа в листопаді. Потім Йота швидко ослабла в міру просування вглиб суші.
Хвиля-провісник Йоти викликала раптові повені на більшості островів Карибського басейну. Перші попередження і спостереження за тропічним циклоном були випущені 14 листопада в Колумбії, Нікарагуа і Гондурасі, причому дві останні країни все ще відновлюються після урагану Ця. Сильні дощі, пов'язані з тропічної хвилею і йотою, спричинили зливи в деяких частинах Колумбії, що призвело до раптових повеней і обвалів. Надзвичайно сильний дощ випав на більшу частину території Нікарагуа. Сіли викликали великий збиток і кілька смертей. Щонайменше 61 людина була убита через ураган в тому числі не менше 28 в Нікарагуа і 16 в Гондурасі, серед інших країн. Загальний збиток від урагану все ще підраховується, але попередня оцінка збитку в Нікарагуа становить 564 мільйони доларів США в цій країні.
Поширення хвороб, від застуди і дерматитів до шлунково-кишкових захворювань, стало набагато частішим. Ростуть і інші, такі як гарячка денге і COVID-19. Деякі відмовляються проходити тестування на COVID через побоювання, що їм відмовлять в притулку через цю хворобу. Люди, які потребують ліків, не могли їх отримати.
За словами міністра фінансів Нікарагуа Івана Акости, майже 44 000 домівок постраждали повністю або частково, від двох ураганів країні завдано збитків 743 млн доларів.. У Нікарагуа було відключено електрику в цілому 160 233 будинках та 47 638 сімей втратили водопостачання. Нікарагуанський інститут електрозв'язку та поштового зв'язку повідомив про втрату телефонного зв'язку в 35 громадах.
Інші регіони виявилися менш піддані наслідків урагану, викликавши локальні затоплення і руйнування будинків.